# Роберт Джонс (арбітр)
Роберт Джонс (англ. Robert Jones, нар. 4 квітня 1987, Честер) — англійський футбольний арбітр. Арбітр ФІФА з 2023 року.

## Кар'єра
З 2019 року став судити матчі англійської Прем'єр-ліги, дебютувавши як головний арбітр 21 грудня 2019 року під час матчу «Брайтон енд Гоув Альбіон» — «Шеффілд Юнайтед» (0:1), де чотири рази показав жовту картку.
2023 року став арбітром ФІФА. У єврокубках дебютував 13 липня 2023 року під час матчу між клубами «Тирана» та «Динамо» (Батумі) в рамках першого кваліфікаційного раунду Ліги конференцій УЄФА. Матч закінчився з рахунком 1:1, а Джонс двічі показав жовту картку.
7 вересня 2023 року відсудив свій перший матч національних збірних, коли Австрія зіграла внічию 1:1 проти Молдови в товариській грі завдяки голам Віталіє Дамашкана та Міхаеля Грегоріча. У цьому матчі Джонс показав шість жовтих карток.